# Министр иностранных дел Норвегии
Министр иностранных дел Норвегии (норв. Norges Utenriksministre) — министерский пост в правительстве Норвегии, который занимается иностранными делами Норвегии. Королевское Министерство иностранных дел Норвегии (норв. Det Kongelige Utenriksdepartement) было учреждено 7 июня 1905 года, в  тот же самый день, когда норвежский стортинг решил расторгнуть унию со Швецией. Министерство в настоящее время возглавляется министром иностранных дел Анникен Хюитфельд и министром международного развития Анне Беате Твиннерейм.

## Министры иностранных дел Норвегии с7 июня1905
- Йорген Гуннарсон Лёвланд — (7 июня 1905 — 18 марта 1908);
- Вильгельм Кристофер Кристоферсон — (18 марта 1908 — 2 февраля 1910);
- Йоханнес Иргенс — (2 февраля 1910 — 31 января 1913);
- Нильс Клаус Ихлен — (31 января 1913 — 21 июня 1920);
- Христиан Фредерик Микелет — (21 июня 1920 — 22 июня 1921);
- Арнольд Кристофер Рестад — (22 июня 1921 — 31 мая 1922);
- Йохан Людвиг Мовинкель — (31 мая 1922 — 6 марта 1923);
- Христиан Фредерик Микелет — (6 марта 1923 — 25 июля 1924);
- Йохан Людвиг Мовинкель — (25 июля 1924 — 5 марта 1926);
- Ивар Люкке — (5 марта 1926 — 19 ноября 1928);
- Эдвард Буль — (28 января — 15 февраля 1928);
- Йохан Людвиг Мовинкель — (15 февраля 1928 — 12 мая 1931);
- Биргер Браадланд — (12 мая 1931 — 29 февраля 1932);
- Нильс Тредель¹ — (29 февраля — 10 марта 1932);
- Биргер Браадланд — (10 марта 1932 — 3 марта 1933);
- Йохан Людвиг Мовинкель — (3 марта 1933 — 20 марта 1935);
- Хальвдан Кут — (20 марта 1935 — 19 ноября 1940);
- Трюгве Хальвдан Ли — (19 ноября 1940 — 2 февраля 1946);
- Хальвард Ланге — (2 февраля 1946 — 28 августа 1963);
- Эрлинг Викборг — (28 августа — 25 сентября 1963);
- Хальвард Ланге — (25 сентября 1963 — 12 октября 1965);
- Юхан Линг — (12 октября 1965 — 22 мая 1970);
- Свен Стрэй — (22 мая 1970 — 17 марта 1971);
- Андреас Зейер Каппелен — (17 марта 1971 — 18 октября 1972);
- Дагфинн Вервик — (18 октября 1972 — 16 октября 1973);
- Кнут Фриденлунд — (16 октября 1973 — 14 октября 1981);
- Свен Стрэй — (14 октября 1981 — 9 мая 1986);
- Кнут Фриденлунд — (9 мая 1986 — 26 февраля 1987);
- Йохан Йорген Хольст¹ — (26 февраля — 9 марта 1987);
- Торвальд Столтенберг — (9 марта 1987 — 16 октября 1989);
- Хьель Магне Бунневик — (16 октября 1989 — 3 ноября 1990);
- Торвальд Столтенберг — (3 ноября 1990 — 1 апреля 1993);
- Юхан Йорген Хольст — (1 апреля 1993 — 13 января 1994);
- Бьёрн Тори Годаль — (13 января 1994 — 17 октября 1997);
- Кнут Воллебек — (17 октября 1997 — 17 марта 2000);
- Турбьёрн Ягланд — (17 марта 2000 — 19 октября 2001);
- Ян Петерсен — (19 октября 2001 — 17 октября 2005);
- Йонас Гар Стёре — (17 октября 2005 — 21 сентября 2012);
- Эспен Барт Эйде — (21 сентября 2012 — 16  октября 2013);
- Бёрге Бренде — (16  октября 2013 — 20  октября 2017);
- Ине Мари Эриксен Сёрейде — (20  октября 2017 — 14  октября 2021);
- Анникен Хюитфельд — (14  октября 2021 — по настоящее время).

¹ исполняющий обязанности